# Les Deux Magots
O Les Deux Magots (traduzido do francês, "As duas estatuetas chinesas") é um café situado no bairro de Saint-Germain-des-Prés, na cidade de Paris, França. É famoso por ter sido frequentado ao longo de sua história por importantes intelectuais e artistas, como Paul Verlaine, Arthur Rimbaud, Stephane Mallarmé, Elsa Triolet, Louis Aragon, André Gide, Jean Giraudoux, Simone de Beauvoir, Jean-Paul Sartre, Ernest Hemingway, Albert Camus, Pablo Picasso, Fernand Léger, Prévert, James Joyce e Bertolt Brecht. Anualmente, é o local de entrega de importantes prémios artísticos, como o prémio literário Prix de Deux Magots; o prémio de literatura dedicada à música Prix Pélleas; e o prémio artístico Prix Saint-Germain. Atualmente, é um importante ponto turístico da cidade.

## História
Em 1812, uma loja de tecidos e novidades intitulada Les Deux Magots iniciou suas atividades no número 24 da rua de Buci, próximo do actual café. O nome era uma referência a uma peça teatral famosa na época intitulada Les Deux Magots de la Chine. A loja tinha escolhido esse nome devido ao facto de a maioria dos seus tecidos provir da China. Em 1873, a loja transferiu-se para o local actual do café, na praça Saint-Germain-des-Prés. Em 1884, a loja transformou-se num café. Desde 1933, o prémio literário Prix de Deux Magots, criado para ser uma alternativa ao conservador prêmio Goncourt, é entregue no café.

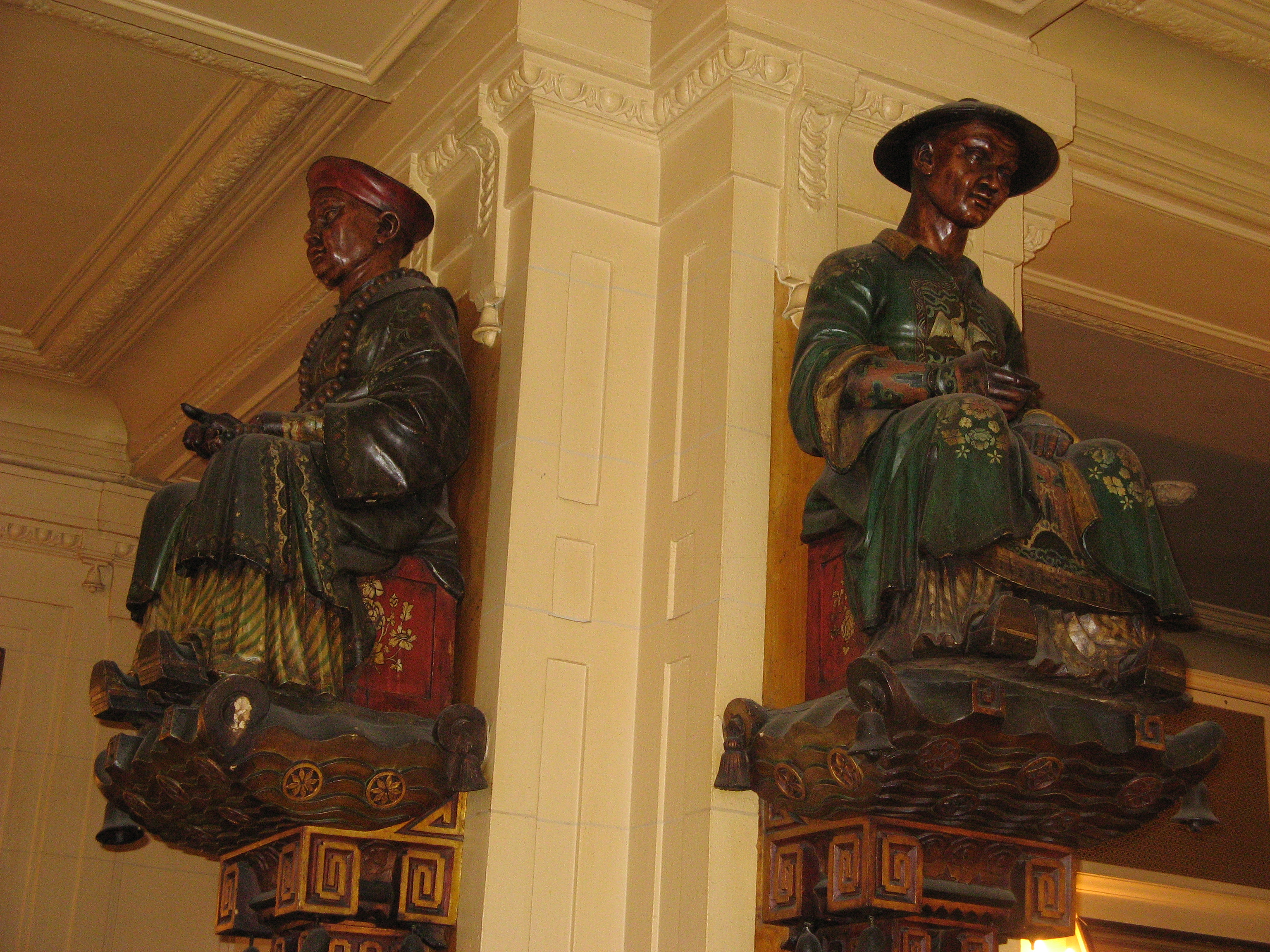
As duas estatuetas chinesas que adornam o interior do café

Em 1989, um café-restaurante com a marca Les Deux Magots abriu em Tóquio no Japão, dentro do Bunkamura, um centro cultural animado de Shibuya e um Prêmio Bunkamura des Deux Magots que recompensa autores japoneses é concedido lá desde 1990. Em 2023, também foram abertas filiais em Riade e São Paulo.
Hoje, o mundo das artes e da literatura também está lado a lado com o da moda e da política. Além do prêmio literário des Deux Magots, dois outros prêmios também são concedidos anualmente no famoso café: o Prêmio Pelléas, criado no âmbito do Festival Nohant e que premia "o trabalho sobre a música com as melhores qualidades literárias", bem como o prémio Saint-Germain, um prémio multicultural criado conjuntamente em 1993 por Sonia Rykiel, a cervejaria Lipp, o café Les Deux Magots, o Café de Flore e o Comité Saint-Germain-des-Prés. Concedido a uma personalidade notável do bairro de Saint-Germain-des-Prés, premia cada vez um artista de uma disciplina diferente (teatro, arquitetura, cinema, moda, desenho, etc.).
Algumas segundas-feiras, autores como Franck Thilliez ou Amélie Nothomb sentam-se no café para conversar em pequenos grupos com os seus leitores e todas as quintas-feiras o jazz está em destaque.